# Leonard Searle
Leonard Searle (ur. 23 października 1930 w Mitcham, zm. 2 lipca 2010 w Pasadenie) – astrofizyk amerykański.
Ukończył studia licencjackie na University of St Andrews w 1952. Doktorat z astrofizyki uzyskał na Uniwersytecie Princeton w 1956 pod opieką Lymana Spitzera, a jego praca nosiła tytuł „A study of three shell stars”. Później pracował kolejno na University of Toronto, California Institute of Technology, w Obserwatorium Mount Stromlo, a od 1968 do przejścia na emeryturę (1996) w Carnegie Observatories. Od 1989 był dyrektorem tej ostatniej instytucji. W tym czasie znacząco zmienił się plan budowy Teleskopów Magellana w zarządzanym przez Carnegie Obserwatorium Las Campanas (Chile) z jednego teleskopu o planowanej średnicy 8,4 m na dwa teleskopy o średnicy 6,5 m każdy (otwarte w 2000 i 2002). Searle wspierał budowę w Las Campanas teleskopu dla projektu OGLE (prowadzonego przez astronomów z Obserwatorium Astronomicznego Uniwersytetu Warszawskiego). 
Jego najważniejsza praca naukowa dotyczyła tego, jak powstała Galaktyka. Praca ta cytowana jest ponad tysiąc razy, a powstała we współpracy z Robertem Zinnem. Searle dużo uwagi poświęcił badaniu zawartości helu we wczesnym Wszechświecie. Wspólnie z Wallace'em Sargentem próbował zmierzyć tę zawartość korzystając najpierw z gwiazd gałęzi horyzontalnej, a później wybranych galaktyk karłowatych. Wspólnie z Pietem van der Kruitem badał modele jasności galaktyk spiralnych. 
W 1996 otrzymał doktorat honoris causa Uniwersytetu Warszawskiego (promotorem był Marcin Kubiak). 
Był żonaty z Eleanorą Millard. Nie miał dzieci. 